# Milavče

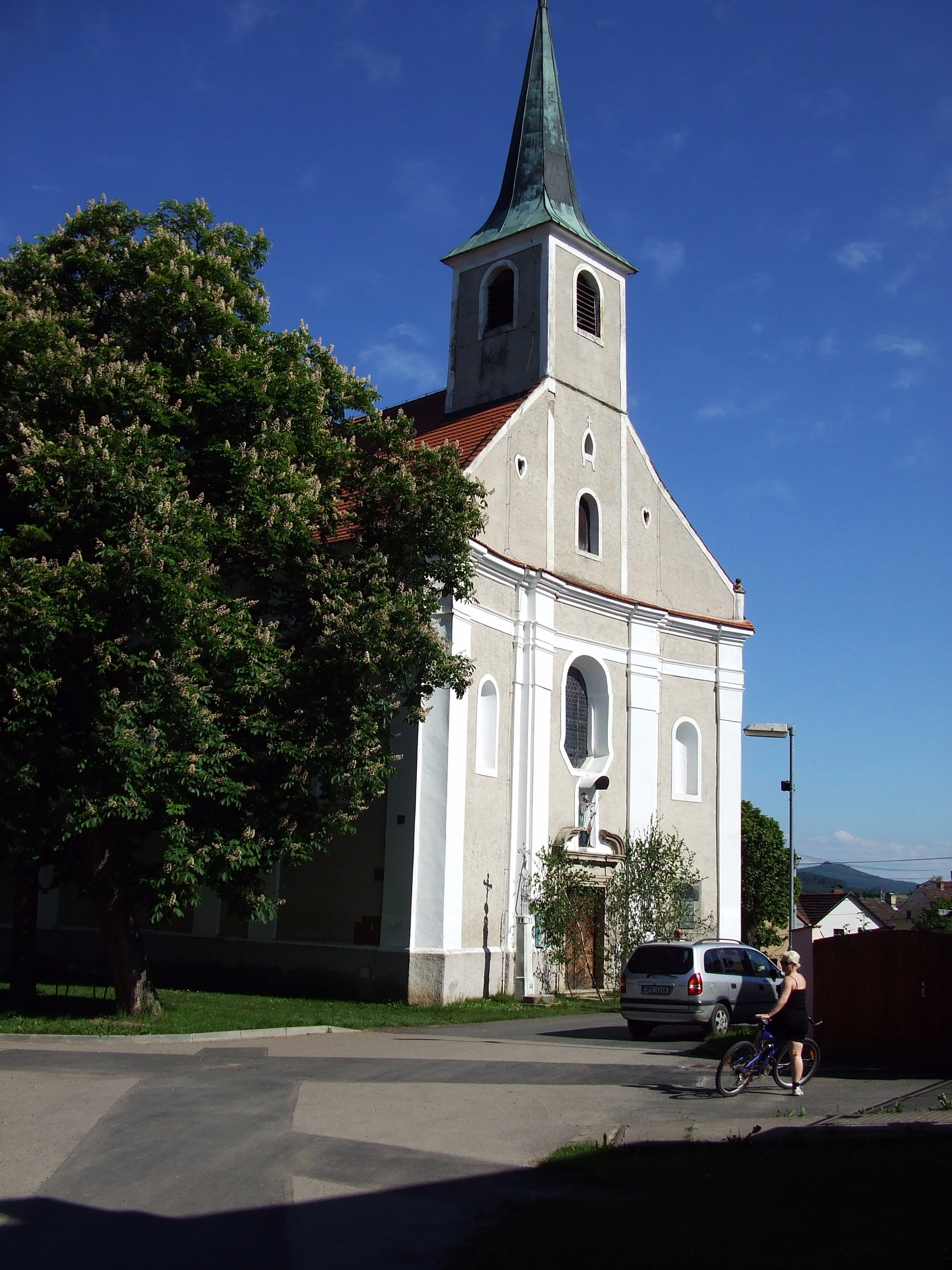
Kirche des hl. Adalbert

Milavče (deutsch Milawetsch) ist eine Gemeinde in Tschechien. Sie liegt fünf Kilometer nordöstlich von Domažlice und gehört zum Okres Domažlice.

## Geographie
Milavče befindet sich linksseitig des Baches Zubřina in der Chodská pahorkatina. Westlich erhebt sich der Háj (Waldowaer Hay, 499 m). Das Dorf liegt an der Bahnstrecke Plzeň–Furth im Wald.
Nachbarorte sind Výrov, Nahošice und Nový Mlýn im Norden, Františkov, Malonice und Lštění im Nordosten, Na Brandejse und Božkovy im Osten, Hříchovice und Radinice im Südosten, Zahořany, Sedlice, Bořice, Spálený Mlýn und Vodolenka im Süden, Chrastavice im Südwesten, Luženičky, Luženice, Baldov, Dolní Baldov und Bozdíš im Westen sowie Třebnice, Němčice, Jeníkovice und Mrchojedy im Nordwesten.

## Geschichte
Milavče ist der Fundort eines Prunkgrabes aus der späten Bronzezeit. Der Grabhügel mit Steinkranz enthielt u. a. ein Vollgriffschwert vom Riegseetyp sowie einen vierrädrigen Kesselwagen aus Bronze. Die Ausgrabung wurde namengebend für die Milavečer Kultur, die durch Grabhügelfelder der späten Bronze- und frühen Urnenfelderzeit in Südwestböhmen repräsentiert wird. Kennzeichnend sind Brandbestattungen, teils in, teils ohne Tonurnen mit zahlreichen Beigaben aus Metall.
Die erste urkundliche Erwähnung des Dorfes erfolgte im Jahre 1302. 
Nach der Aufhebung der Patrimonialherrschaft bildete Milavče/Milawetsch ab 1850 mit dem Ortsteil Boškovy/Boschkau eine Gemeinde im Pilsner Kreis und Gerichtsbezirk Taus. Ab 1868 gehörte die Gemeinde zum Bezirk Taus. 1960 wurde Nahošice und 1971 Radonice eingemeindet. Nahošice löste sich 1990 los und schloss sich der Gemeinde Blížejov an.

## Gemeindegliederung
Die Gemeinde Milavče besteht aus den Ortsteilen Božkovy (Boschkau), Milavče (Milawetsch) und Radonice (Radonitz). Zu Milavče gehören die Einschichten Na Brandejse, Na Ovčíně und Nový Mlýn.
Das Gemeindegebiet gliedert sich in die Katastralbezirke Milavče und Radonice u Milavčí.

## Sehenswürdigkeiten
- Kirche des hl. Adalbert in Milavče
- Kapelle des hl. Adalbert in Milavče
- Kirche in Radonice
- Bronzezeitliche Hügelgräber

## Söhne und Töchter der Gemeinde
- Jiří Bittner (1846–1903), böhmischer Schauspieler
- Josef Váchal (1884–1969), tschechischer Schriftsteller, Maler, Grafiker und Buchdrucker